# Altamont (Dacota do Sul)
Altamont é uma cidade  localizada no estado norte-americano de Dacota do Sul, no Condado de Deuel.

## Demografia
Segundo o censo norte-americano de 2000, a sua população era de 34 habitantes. 
Em 2006, foi estimada uma população de 35, um aumento de 1 (2.9%).

## Geografia
De acordo com o United States Census Bureau tem uma área de 
3,3 km², dos quais 3,3 km² cobertos por terra e 0,0 km² cobertos por água.

## Localidades na vizinhança
O diagrama seguinte representa as localidades num raio de 20 km ao redor de Altamont. 